# سد سواکوپپورت
سد سواکوپپورت (به لاتین: Swakoppoort Dam) یک سد در نامیبیا است که در Okahandja, Otjozondjupa Region, Namibia واقع شده‌است.